# Сепеши, Густав
Гу́став Сепе́ши (венг. Szepesi Gusztáv; 17 июля 1939, Мишкольц, Боршод-Абауй-Земплен — 5 июня 1987, Татабанья) — венгерский футболист, игравший на позиции защитника. Олимпийский чемпион (1964).

## Биография

### Клубная карьера
Сепеши всю игровую карьеру играл за клуб «Татабанья», в котором отыграл 10 сезонов. В этом же клубе он завершил карьеру игрока в 1969 году в возрасте 30 лет после последствий тяжёлой травмы колена, полученной в 1967 году.

### Карьера в сборной
В составе олимпийской сборной Венгрии Сепеши играл на олимпийском футбольном турнире 1964 года, который завершился победой венгерской сборной и завоеванием золотых медалей.
В составе сборной Венгрии играл на чемпионате мира 1966 года, где сыграл в трёх матчах сборной; в 1/4 финала сборная Венгрии проиграла сборной СССР со счётом 2:1 и выбыла из борьбы. Матч со сборной СССР стал последним в карьере Сепеши игрой за национальную сборную.

### Смерть
Скончался 5 июня 1987 года в Татабанье в возрасте 47 лет от перенесённого инсульта.

## Достижения
Венгрия
- Олимпийский чемпион (1): 1964